# Vladímir Borovikovski

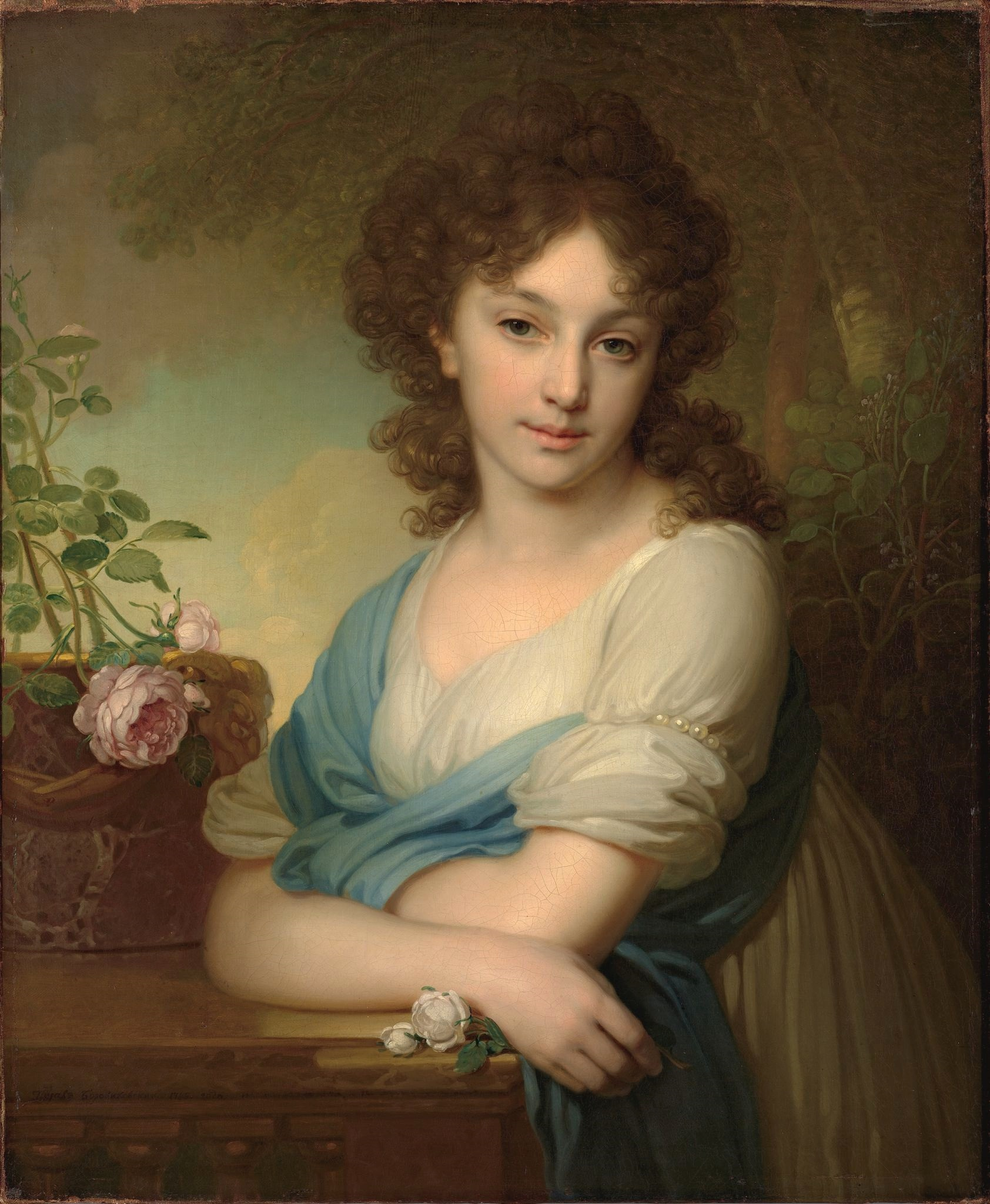
Elena Narýshkina retratada por Borovikovski. 1799

Vladímir Lukich Borovikovski (en ruso Влади́мир Луки́ч Боровико́вский) (24 de julio de 1757 - 6 de abril de 1825 según el calendario juliano) fue un pintor ruso de origen cosaco ucraniano, quien dominó el arte del retrato en el Imperio Ruso durante finales del siglo XVIII e inicios del siglo XIX.

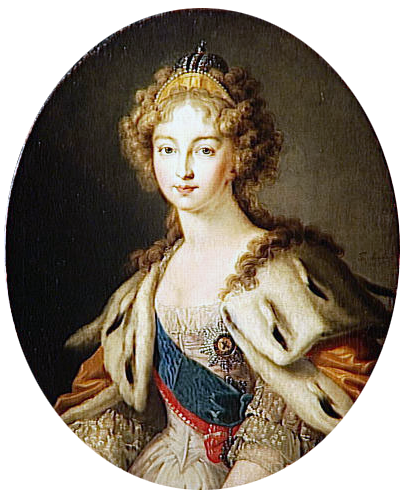
Retrato de la zarina Isabel Alekséievna.

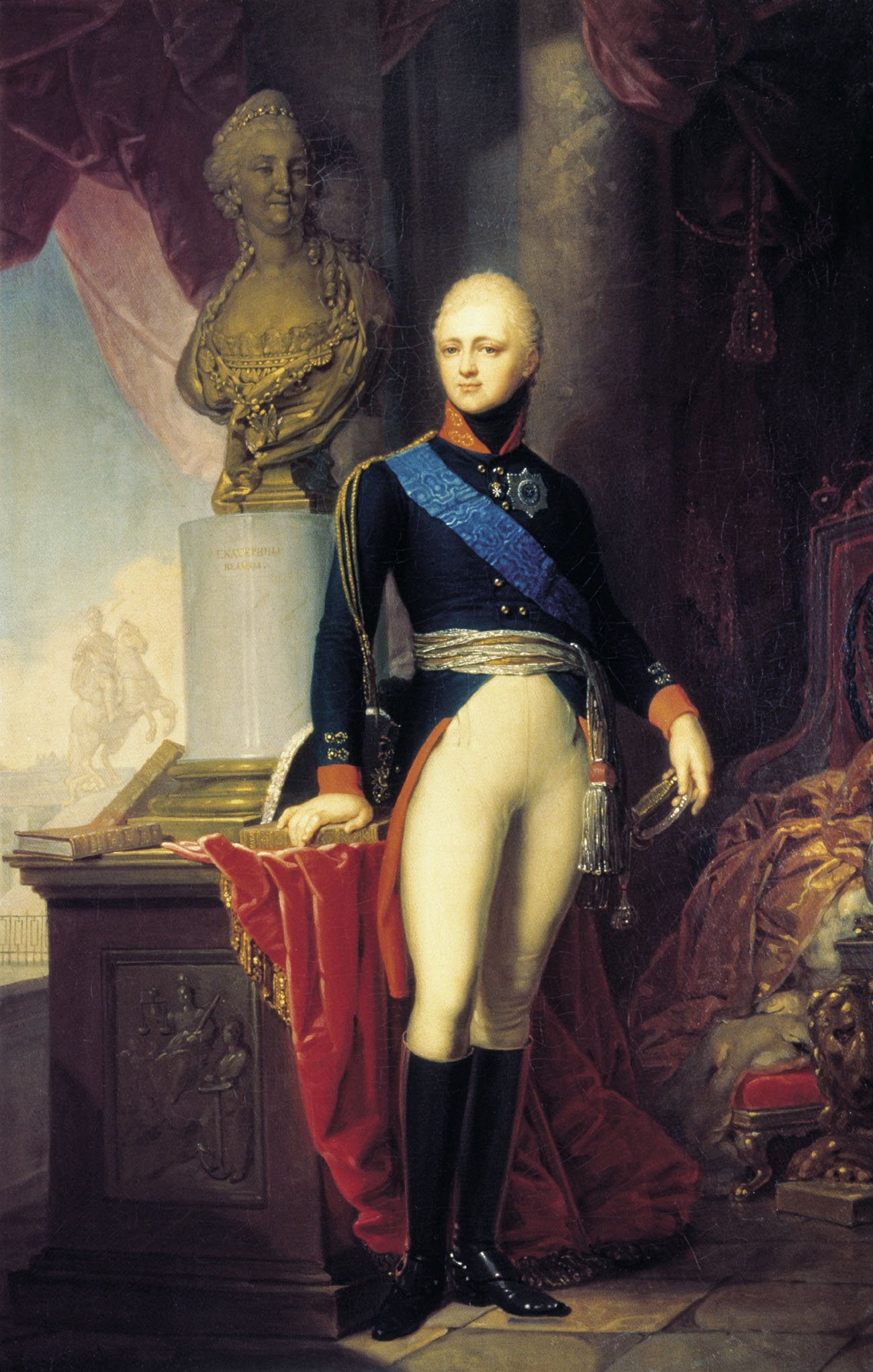
Retrato del zar Alejandro I de Rusia.

## Biografía
Nació como Vladímir Borovik en Mýrhorod,  entonces en el Hetmanato cosaco. Su padre, Luká Borovik, fue un cosaco ucraniano y pintor de iconos aficionado. De acuerdo con la tradición familiar, sirvió con sus tres hermanos en el regimiento de Mýrhorod, pero Vladímir se retiró pronto, tras alcanzar el rango de porúchik y dedicó su vida al arte, en buena medida pintando iconos para las iglesias locales.
Borovikovski tal vez hubiera pasado el resto de su vida como un pintor aficionado en un pueblo provincial de no ser por un evento inesperado. Su amigo Vasili Kapnist estaba preparando un hospedaje para la emperatriz Catalina II de Rusia en Kremenchuk durante su viaje hacia la recientemente conquistada Crimea. Kapnist le encargó a Borovikovski dos pinturas alegóricas para la habitación de la Emperatriz, a quien le gustaron tanto las pinturas que solicitó al pintor mudarse a San Petersburgo.
A partir de septiembre de 1788, Borovikovski vivió en San Petersburgo donde cambió su apellido del cosaco "Borovik" a "Borovikovski", que sonaba más aristocrático. Durante sus primeros años  en San Petersburgo, vivió en la casa del poeta, arquitecto, músico y crítico del arte Nikolái Lvov, cuyas ideas tuvieron una fuerte influencia en su arte. Como al cumplir los treinta años era demasiado maduro como para estudiar en la Academia Imperial de las Artes, tomó lecciones privadas de Dmitri Levitski y después del pintor austríaco Johann Baptist Lampi.
En 1795 fue nombrado academicista, y se convirtió en un retratista popular, creando 500 retratos durante su vida, 400 de los cuales han perdurado hasta el presente siglo. Tenía su propio estudio, y a menudo confiaba a sus asistentes pintar las partes menos importantes de sus retratos. Entre las personas que posaron para sus retratos constaban miembros de la familia imperial, cortesanos, generales, muchos aristócratas y figuras de los medios artísticos y literarios rusos. Muchos de sus retratos tienen un estilo íntimo.
Borovikovski nunca enseñó en la Academia Imperial de las Artes, pero sus pupilos vivían en su casa. Entre ellos podría destacarse a Alekséi Venetsiánov y a Bugaievski-Blagodarny, quien pintó el único retrato de Vladímir Borovikovski preservado hasta nuestros días.
Después de 1819 Borovikovski se convirtió en masón. En ese entonces se dedicó a pintar iconos, incluyendo el iconostasis de la iglesia del cementerio Smolenski y los iconos de la catedral de Nuestra Señora de Kazán de San Petersburgo. Murió el 6 de abril de 1825 por un repentino infarto, y fue enterrado en el cementerio Smolenski de San Petersburgo.